# Liste der Bodendenkmale in Lammershagen
In der Liste der Bodendenkmale in Lammershagen sind die Bodendenkmale der Gemeinde Lammershagen nach dem Stand der Bodendenkmalliste des Archäologischen Landesamts Schleswig-Holstein von 2016 aufgelistet. Die Baudenkmale sind in der Liste der Kulturdenkmale in Lammershagen aufgeführt.
| Denkmal-ID           | Befundart               | Bezeichnung         | Zeitstellung | Lage | Bemerkungen | Bild |
| -------------------- | ----------------------- | ------------------- | ------------ | ---- | ----------- | ---- |
| aKD-ALSH-Nr. 002 768 | Grabmal > Großsteingrab | Steinkammer         | Neolithikum  |      |             |      |
| aKD-ALSH-Nr. 002 769 | Grabmal > Langbett      | Langbett/Steinreihe | Neolithikum  |      |             |      |